# Hideki Matsui
Hideki Matsui (jap. 松井 秀喜 Matsui Hideki; * 12. Juni 1974 in Neagari, Landkreis Nomi, Präfektur Ishikawa, Japan) ist ein ehemaliger japanischer Baseballspieler in der Major League. Sein Spitzname ist Godzilla.

## Karriere
Sein Talent fiel bereits in der Schule auf, wo er an vier herausragenden Oberschul-Turnieren teilnahm. In einem dieser Spiele im Jahr 1992 bekam er fünf Intentional Walks, was in Japan zu dieser Zeit vollkommen unüblich war. Aufgrund seiner Schlagstärke wurde er von der erfolgreichsten japanischen Baseballmannschaft, den Yomiuri Giants, in der ersten Runde gedraftet. Dreimal wurde Matsui in der japanischen Liga zum MVP gewählt. Dort kam er auch zu seinem Spitznamen Godzilla, welcher ihm auch einen Auftritt in dem Film Godzilla against Mechagodzilla einbrachte.
2003 wechselte Matsui zu den New York Yankees, für die er in seinen ersten drei Spielzeiten in der Major League alle Spiele bestritt. Zuvor hatte er in Japan 1573 Spiele ohne Pause bestritten. In seinen beiden ersten Jahren in New York wurde er jeweils für das MLB All-Star Game ausgewählt. 2009 gewann er nicht nur mit den Yankees persönlich zum ersten Mal die World Series, sondern wurde auch zum besten Spieler der Series (MVP) gewählt. Im Dezember 2009 unterzeichnete Matsui einen Einjahresvertrag bei den Los Angeles Angels of Anaheim über sechs Millionen Dollar. Im Dezember 2010 wechselte er zu den Oakland Athletics, bei denen er einen Einjahresvertrag über vier Millionen Dollar erhalten hatte.

## Stationen als Spieler
- 1993–2002 Yomiuri Giants
- 2003–2009 New York Yankees
- 2010 Los Angeles Angels of Anaheim
- 2011 Oakland Athletics
- 2012 Tampa Bay Rays